# Воєвода берестейський

Герб Берестейського воєводства

Воєвода Берестейський — найвища посадова особа у Берестейському воєводстві Великого князівства Литовського та Речі Посполитої. Посада існувала з 1566 по 1795 роки. До того у Бересті керували старости. Воєводу призначав король і він, зазвичай, займав посаду довічно. До його компетенції входили адміністративні, військові та судові питання. За Люблінською унією 1569 року засідав у Сенаті Речі Посполитої. У 1795 році Берестейське воєводство було ліквідоване, а його територія увійшла до складу Слонімського намісництва Російської імперії.

## Воєводи Берестейські
| Воєводи берестейські | Воєводи берестейські         | Воєводи берестейські | Воєводи берестейські | Воєводи берестейські                           |
| Зображення           | Особа                        | Початок правління    | Кінець правління     | Причина відходу з посади                       |
| -------------------- | ---------------------------- | -------------------- | -------------------- | ---------------------------------------------- |
|                      | Юрій Тишкевич-Логойський     | 1566                 | 1576                 | Помер                                          |
|                      | Гаврило Горностай            | 1576                 | 1588                 | Помер                                          |
|                      | Микола Сапіга                | 1588                 | 1588                 | Перейшов на посаду вітебського воєводи         |
|                      | Кшиштоф Зенович              | 1588                 | 1614                 | Помер                                          |
|                      | Ян-Остафій Тишкевич          | 1614                 | 1631                 | Помер                                          |
|                      | Олександр Людовик Радзивілл  | 1631                 | 1635                 | Отримав посаду маршалка надвірного литовського |
|                      | Ян Раковський                | 1635                 | 1638                 | Отримав посаду вітебського воєводи             |
|                      | Микола Пій Сапіга            | 1638                 | 1642                 | Отримав посаду віленського каштеляна           |
|                      | Теофіл-Іван Тризна           | 1642                 | 1644                 | Помер                                          |
|                      | Андрій Масальський           | 1645                 | 1651                 | Помер                                          |
|                      | Юзеф Клоновський             | 1652                 | 1653                 | Помер                                          |
|                      | Максиміліян Бжозовський      | 1653                 | 1659                 | Помер                                          |
|                      | Казимир Людвик Євлашевський  | 1659                 | 1664                 | Помер                                          |
|                      | Якуб Теодор Кунцевич         | 1664                 | 1666                 | Помер                                          |
|                      | Мельхіор Станислав Савицький | 1666                 | 1668                 | Помер                                          |
|                      | Кшиштоф Пекарський           | 1668                 | 1672                 | Помер                                          |
|                      | Стефан Курч                  | 1672                 | 1702                 | Помер                                          |
|                      | Кшиштоф Коморовський         | 1702                 | 1708                 | Помер                                          |
|                      | Владислав Йосафат Сапіга     | 1709                 | 1733                 | Помер                                          |
|                      | Казимир Лев Сапіга           | 1735                 | 1735                 | Відмовився від посади                          |
|                      | Адам Тадеуш Ходкевич         | 1735                 | 1745                 | Помер                                          |
|                      | Ян Михайло Сологуб           | 1746                 | 1748                 | Помер                                          |
|                      | Кароль Юзеф Сапєга           | 1748                 | 1768                 | Помер                                          |
|                      | Ян Антоній Горайн            | 1768                 | 1777                 | Помер                                          |
|                      | Микола Тадеуш Лопацинський   | 1777                 | 1778                 | Помер                                          |
|                      | Ян Тадеуш Зиберг             | 1778                 | 1795                 | Посада ліквідована                             |